# Ведичний спів
Усна традиція Вед (Śruti IAST) складається з кількох пат, «декламацій» або способів повторення ведичних мантр. Такі традиції ведичного співу часто вважаються найдавнішою безперервною усною традицією з існуючих, фіксація ведичних текстів (самхіта) як збережена датується приблизно часом Гомера (ранній залізний вік).
7 листопада 2008 року ЮНЕСКО оголосило традицію ведичного співу Шедевром усної та нематеріальної спадщини людства.[a]

## Тони
У ведичних співах використовується 4 тони — udātta IAST उदात्त (середній тон), anudātta IAST अनुदात्त (нижчий тон), svarita IAST स्वरित (вищий тон) і dīrgha svarita IAST दीर्घस्वरित (високий тон подовжений). Вони зазвичай позначені інтуїтивно зрозумілими позначками svara IAST — підкресленням для anudātta IAST (अ॒), невелика вертикальна лінія над літерою для svarita IAST (अ॑) і дві вертикальні лінії для dīrgha svarita IAST (आ᳚).

## Пати
Різноманітні пати або стилі декламації створені для повного й ідеального запам'ятовування тексту та його вимови, включаючи ведичний акцент. Було розроблено одинадцять таких способів декламації Вед — Самхіта, Пада, Крама, Джата, Маала, Сікха, Рекха, Дгваджа, Данда, Ратха, Гана, з яких Гана зазвичай вважається найскладнішим.
Студентів спочатку навчають запам'ятовувати Веди за допомогою простіших методів, таких як безперервне читання (самхітапатха), повторення слово за словом (пада патха), у якому сполуки (сандгі) розчиняються, і крама патха (слова розташовані за схемою ab bc cd …); перш ніж навчати їх восьми складним стилям декламації.
Патин — це вчений, який оволодів патами. Таким чином, ганапаатин навчився оспівувати священне писання аж до високої стадії гани. Ghanapatha або «дзвіночковий» спосіб співу називається так тому, що слова повторюються вперед і назад у формі дзвоника. Звучність, природна для ведичного співу, посилюється в Гані. У Jatapatha слова сплетені разом, так би мовити, і декламуються туди-сюди.
Пати самхіта, пада і крама можна описати як природні стилі декламації або пракрутіпатхи. Решта вісім способів співу класифікуються як складні стилі декламації або Вікрутіпати, оскільки вони включають зворотний порядок слів. Наспівування слів у зворотному порядку не змінює значення ведичної (санскритської) мови.

## Усна передача
Давня індійська культура витратила неймовірну енергію на те, щоб ці тексти передавалися з покоління в покоління з надзвичайною точністю. Багато форм декламації або пат були розроблені, щоб допомогти точності декламації та передачі Вед та інших текстів знань від одного покоління до наступного. Усі гімни в кожній Веді читалися таким чином; наприклад, таким чином збереглися всі 1028 гімнів з 10600 віршами Рігведи. Кожен текст декламувався декількома способами, щоб переконатися, що різні методи декламації діяли як перехресна перевірка. П'єр-Сільвен Філліоза резюмує це так:
- Самхіта-патха: безперервне повторення санскритських слів, пов'язаних фонетичними правилами евфонічного поєднання;
- Пада-патха: декламація, позначена свідомою паузою після кожного слова та після будь-яких спеціальних граматичних кодів, вбудованих у текст; цей метод пригнічує евфонічні поєднання та відновлює кожне слово в його початковій формі;
- Крама-патха: поетапне читання, де евфонічні слова об'єднуються послідовно та послідовно, а потім читаються; наприклад, гімн «слово1 слово2 слово3 слово4 …», читатиметься як «слово1слово2 слово2слово3 слово3слово4 …»; цей метод перевірки точності приписують ведичним мудрецям Ґарґ'я та Сакаля в індуїстській традиції та згадують стародавнього санскритського граматика Паніні (датується періодом до буддизму);
- Крама-патха модифікована: така ж покрокова декламація, що й вище, але без евфонічних сполучень (або вільної форми кожного слова); цей метод перевірки точності приписують ведичним мудрецям Бабграв'ї та Галаві в індуїстській традиції, а також згадує стародавній санскритський граматик Паніні;
- Jata-pāṭha IAST, dhvaja-pāṭha IAST та ghana-pāṭha IAST — це методи декламації тексту та його усної передачі, які розвинулися після 5 століття до н. е., тобто після зародження буддизму та джайнізму; ці методи використовують більш складні правила поєднання і рідше використовувалися.

Ці надзвичайні методи збереження гарантували найдосконаліший канон не лише з точки зору незмінного порядку слів, але й з точки зору звучання. Про те, що ці методи були ефективними, свідчить збереження найдавнішого індійського релігійного тексту [[Ріґведа|Ṛgveda IAST]] (прибл. 1500 р. до н. е.).
Приклад тексту з дев'ятьма словами в різних pāṭha наведено нижче:
| Name                   | Example | Remarks |
| ---------------------- | --- | --- |
| jaṭā जटा జట ಜಟ ജഠാ       | 1 2 2 1 1 2 ~ 2 3 3 2 2 3 ~ 3 4 4 3 3 4 ~ 4 5 5 4 4 5 ~ 5 6 6 5 5 6 ~ 6 7 7 6 6 7 ~ 7 8 8 7 7 8 ~ 8 9 9 8 8 9 ~ 9 _ _ 9 9 _ ~ | I+1 I+2 I+2 I+1 I+1 I+2                                                                                       |
| mālā माला మాల ಮಾಲಾ മാലാ       | 1 2 ~ 2 1 ~ 1 2 ~ 2 3 ~ 3 2 ~ 2 3 ~ 3 4 ~ 4 3 ~ 3 4 ~ 4 5 ~ 5 4 ~ 4 5 ~ 5 6 ~ 6 5 ~ 5 6 ~ 6 7 ~ 7 6 ~ 6 7 ~ 7 8 ~ 8 7 ~ 7 8 ~ 8 9 ~ 9 8 ~ 8 9 ~ 9 _ ~ _ 9 ~ 9 _ ~ | I+1 I+2 ~ I+2 I+1 ~ I+1 I+2                                                                                   |
| śikhā शिखा శిఖ ಶಿಖಾ ശിഖാ      | 1 2 ~ 2 1 ~ 1 2 3 ~ 2 3 ~ 3 2 ~ 2 3 4 ~ 3 4 ~ 4 3 ~ 3 4 5 ~ 4 5 ~ 5 4 ~ 4 5 6 ~ 5 6 ~ 6 5 ~ 5 6 7 ~ 6 7 ~ 7 6 ~ 6 7 8 ~ 7 8 ~ 8 7 ~ 7 8 9 ~ 8 9 ~ 9 8 ~ 8 9 _ ~ 9 _ ~ _ 9 ~ 9 _ _ ~ | I+1 I+2 ~ I+2 I+1 ~ I+1 I+2 I+3                                                                               |
| rekhā रेखा రేఖ ರೇಖಾ രേഖാ      | 1 2 ~ 2 1 ~ 1 2 ~ 2 3 4 ~ 4 3 2 ~ 2 3 ~ 3 4 5 6 ~ 6 5 4 3 ~ 3 4 ~ 4 5 6 7 8 ~ 8 7 6 5 4 ~ 4 5 ~ 5 6 7 8 9 ~ 9 8 7 6 5 ~ 5 6 ~ 6 7 8 9 ~ 9 8 7 6 ~ 6 7 ~ 7 8 9 ~ 9 8 7 ~ 7 8 ~ 8 9 ~ 9 8 ~ 8 9 ~ 9 ~ 9 ~ 9 _ ~ | I…I+I ~ I+I…I ~ I I+1                                                                                         |
| dhvaja ध्वज ధ్వజ ಧ್ವಜ ധ്വജ | 1 2 ~ 8 9 ~ 2 3 ~ 7 8 ~ 3 4 ~ 6 7 ~ 4 5 ~ 5 6 ~ 5 6 ~ 4 5 ~ 6 7 ~ 3 4 ~ 7 8 ~ 2 3 ~ 8 9 ~ 1 2 ~ 9 _ ~ _ 1 ~ | I I+1 ~ N-I-1 N-I                                                                                             |
| daṇḍa दण्ड దండ ದಂಡ ദണ്ഡ    | 1 2 ~ 2 1 ~ 1 2 ~ 2 3 ~ 3 2 1 ~ 1 2 ~ 2 3 ~ 3 4 ~ 4 3 2 1 ~ 1 2 ~ 2 3 ~ 3 2 ~ 2 3 ~ 3 4 ~ 4 3 2 ~ 2 3 ~ 3 4 ~ 4 5 ~ 5 4 3 2 ~ 2 3 ~ 3 4 ~ 4 3 ~ 3 4 ~ 4 5 ~ 5 4 3 ~ 3 4 ~ 4 5 ~ 5 6 ~ 6 5 4 3 ~ 3 4 ~ 4 5 ~ 5 4 ~ 4 5 ~ 5 6 ~ 6 5 4 ~ 4 5 ~ 5 6 ~ 6 7 ~ 7 6 5 4 ~ 4 5 ~ 5 6 ~ 6 5 ~ 5 6 ~ 6 7 ~ 7 6 5 ~ 5 6 ~ 6 7 ~ 7 8 ~ 8 7 6 5 ~ 5 6 ~ 6 7 ~ 7 6 ~ 6 7 ~ 7 8 ~ 8 7 6 ~ 6 7 ~ 7 8 ~ 8 9 ~ 9 8 7 6 ~ 6 7 ~ 7 8 ~ 8 7 ~ 7 8 ~ 8 9 ~ 9 8 7 ~ 7 8 ~ 8 9 ~ 9 _ ~ _ 9 8 7 ~ 7 8 ~ 8 9 ~ 9 8 ~ 8 9 ~ 9 _ ~ _ 9 8 ~ 8 9 ~ 9 _ ~ _ _ ~ _ _ 9 8 ~ 8 9 ~ 9 _ ~ _ 9 ~ 9 _ ~ _ _ ~ _ _ 9 ~ 9 _ ~ _ _ ~ _ _ ~ _ _ _ 9 ~ 9 _ ~ | I+1 I+2 ~ I+2 I+1 ~ I+1 I+2 ~ I+2 I+3 ~ I+3 I+2 I+1 ~ I+1 I+2 ~ I+2 I+3 ~ I+3 I+4 ~ I+4 I+3 I+2 I+1 ~ I+1 I+2 |
| ratha रथ రధ ರಥ രഥ      | 1 2 ~ 5 6 ~ 2 1 ~ 6 5 ~ 1 2 ~ 5 6 ~ 2 3 ~ 6 7 ~ 3 2 1 ~ 7 6 5 ~ 1 2 ~ 5 6 ~ 2 3 ~ 6 7 ~ 3 4 ~ 7 8 ~ 4 3 2 1 ~ 8 7 6 5 ~ 1 2 ~ 5 6 ~ 2 3 ~ 6 7 ~ 3 4 ~ 7 8 ~ 4 5 ~ 8 9 ~ 5 4 3 2 1 ~ 9 8 7 6 5 ~ 1 2 ~ 5 6 ~ 2 3 ~ 6 7 ~ 3 4 ~ 7 8 ~ 4 5 ~ 8 9 ~ 5 6 ~ 9 _ ~ 6 5 4 3 2 1 ~ 9 8 7 6 5 ~ 1 2 ~ 5 6 ~ 2 3 ~ 6 7 ~ 3 4 ~ 7 8 ~ 4 5 ~ 8 9 ~ 5 6 ~ 9 _ ~ 6 7 ~ _ _ ~ 7 6 5 4 3 2 1 ~ 9 8 7 6 5 ~ 1 2 ~ 5 6 ~ 2 3 ~ 6 7 ~ 3 4 ~ 7 8 ~ 4 5 ~ 8 9 ~ 5 6 ~ 9 _ ~ 6 7 ~ _ _ ~ 7 8 ~ _ _ ~ 8 7 6 5 4 3 2 1 ~ 9 8 7 6 5 ~ 1 2 ~ 5 6 ~ 2 3 ~ 6 7 ~ 3 4 ~ 7 8 ~ 4 5 ~ 8 9 ~ 5 6 ~ 9 _ ~ 6 7 ~ _ _ ~ 7 8 ~ _ _ ~ 8 9 ~ _ _ ~ 9 8 7 6 5 4 3 2 1 ~ 9 8 7 6 5 ~ 1 2 ~ 5 6 ~ 2 3 ~ 6 7 ~ 3 4 ~ 7 8 ~ 4 5 ~ 8 9 ~ 5 6 ~ 9 _ ~ 6 7 ~ _ _ ~ 7 8 ~ _ _ ~ 8 9 ~ _ _ ~ 9 _ ~ _ _ ~ 9 8 7 6 5 4 3 2 1 ~ 9 8 7 6 5 ~ 1 2 ~ 5 6 ~ 2 3 ~ 6 7 ~ 3 4 ~ 7 8 ~ 4 5 ~ 8 9 ~ 5 6 ~ 9 _ ~ 6 7 ~ _ _ ~ 7 8 ~ _ _ ~ 8 9 ~ _ _ ~ 9 _ ~ _ _ ~ | I I+1 / I+4 I+5 / I+1 …1 / I+5…(-I items): One Index FOR J 1…I J J+1 / J+4 J+5 : One Index LOOP               |
| Ghana घन ఘన ಘನ ഘന      | 1 2 2 1 1 2 3 3 2 1 1 2 3 ~ 2 3 3 2 2 3 4 4 3 2 2 3 4 ~ 3 4 4 3 3 4 5 5 4 3 3 4 5 ~ 4 5 5 4 4 5 6 6 5 4 4 5 6 ~ 5 6 6 5 5 6 7 7 6 5 5 6 7 ~ 6 7 7 6 6 7 8 8 7 6 6 7 8 ~ 7 8 8 7 7 8 9 9 8 7 7 8 9 ~ 8 9 9 8 8 9 _ _ 9 8 8 9 _ ~ 9 _ _ 9 9 _ _ _ _ 9 9 _ _ ~ | I+1 I+2 I+2 I+1 I+1 I+2 I+3 I+3 I+2 I+1 I+1 I+2 I+3                                                           |

## Божественний звук
Наполягання на максимально точному збереженні вимови та акценту пов'язане з вірою в те, що сила мантр полягає в їхньому звучанні під час вимови. Таким чином, шакхи мають на меті зберегти знання про вимову божественного звуку, спочатку пізнаного ріші.
Деякі частини ведантської літератури пояснюють використання звуку як духовного інструменту. Вони стверджують, що все космічне творіння почалося зі звуку: «Через Його слова виник Всесвіт». (Бріхадараньяка-упанішада 1.2.4). Веданта-сутри додають, що остаточне звільнення також приходить від звуку (anavrittih shabdat).
Катяяна порівнює мову з вищим Брахманом. Він використовує ригведичний вірш — «Чотири його роги, три його ноги, дві його голови і сім його рук, голосно реве потрійно зв'язаний бик, великий бог входить у смертних» (Ріг-Веда, IV. 58, 3), щоб стверджувати цю вимогу. Катьяяна пояснює, що у вірші «чотири роги» — це чотири типи слів, тобто іменники, дієслова, прийменники та частки; його «три стопи» означають три часи, минулий, теперішній і майбутній; «дві голови» означають вічні та тимчасові слова, розрізнені як «проявлений» і «проявитель»; його «сім рук» — це сім відмінкових афіксів; «потрійне зв'язування» укладено в три органи грудну клітку, горло і голову; метафора «бик» (vrishabha) використовується для того, щоб натякати на те, що він дає плоди, коли використовується зі знанням; «голосно реве» означає вимову звуку, мови або мови; і в «великий бог входить до смертних» означає, що мова «великий бог» входить до смертних. Таким чином, первинний звук часто називають Шабда Брагманом або «словом як Абсолют». Майтрі Упанішада стверджує:
Той, хто добре знає Слово-Брахман, досягає Верховного Брахмана. (VI.22)
Мантри, або священні звуки, використовуються для проникнення через чуттєвий, ментальний та інтелектуальний рівні існування (всі нижчі шари свідомості) з метою очищення та духовного просвітлення. «Завдяки звуковій вібрації людина стає звільненою» (Веданта-сутра 4.22).